# Чикі (річка)
Річка Чикі — річка на південному заході Британської Колумбії, Канада. Тече на захід і впадає у річку Чеакамус і на північ від Сквоміша. 

## Дивіться також
- Список річок Британської Колумбії